# ND – Christsein.heute

Logo des ND

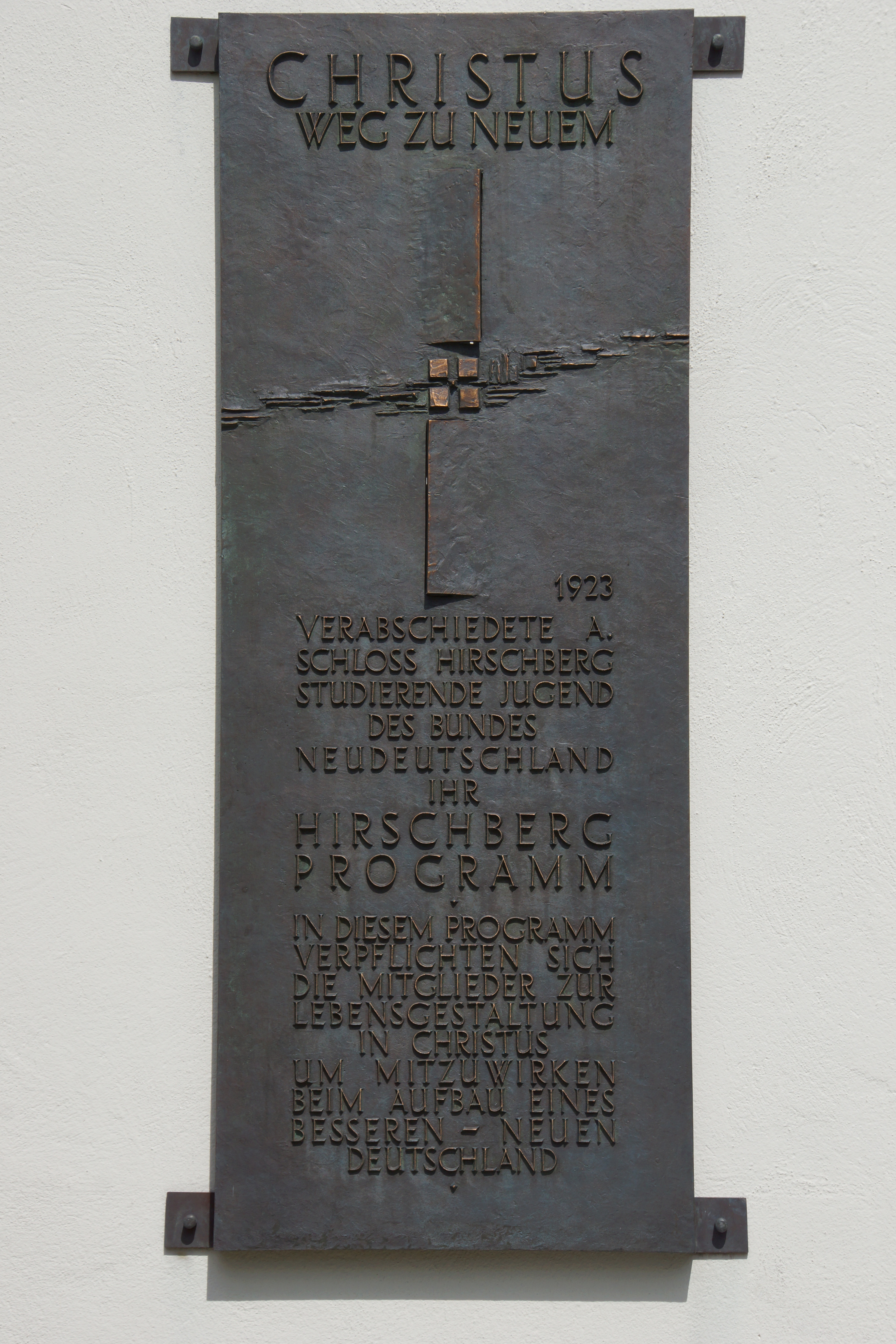
Gedenktafel auf Schloss Hirschberg « Christus weg zu Neuem. 1923 verabschiedete am Schloss Hirschberg studierende Jugend des Bundes Neudeutschland ihr Hirschberg Programm. In diesem Programm verpflichten sich die Mitglieder zur Lebensgestaltung in Christus um Mitzuwirken beim Aufbau eines besseren – Neuen Deutschland. »

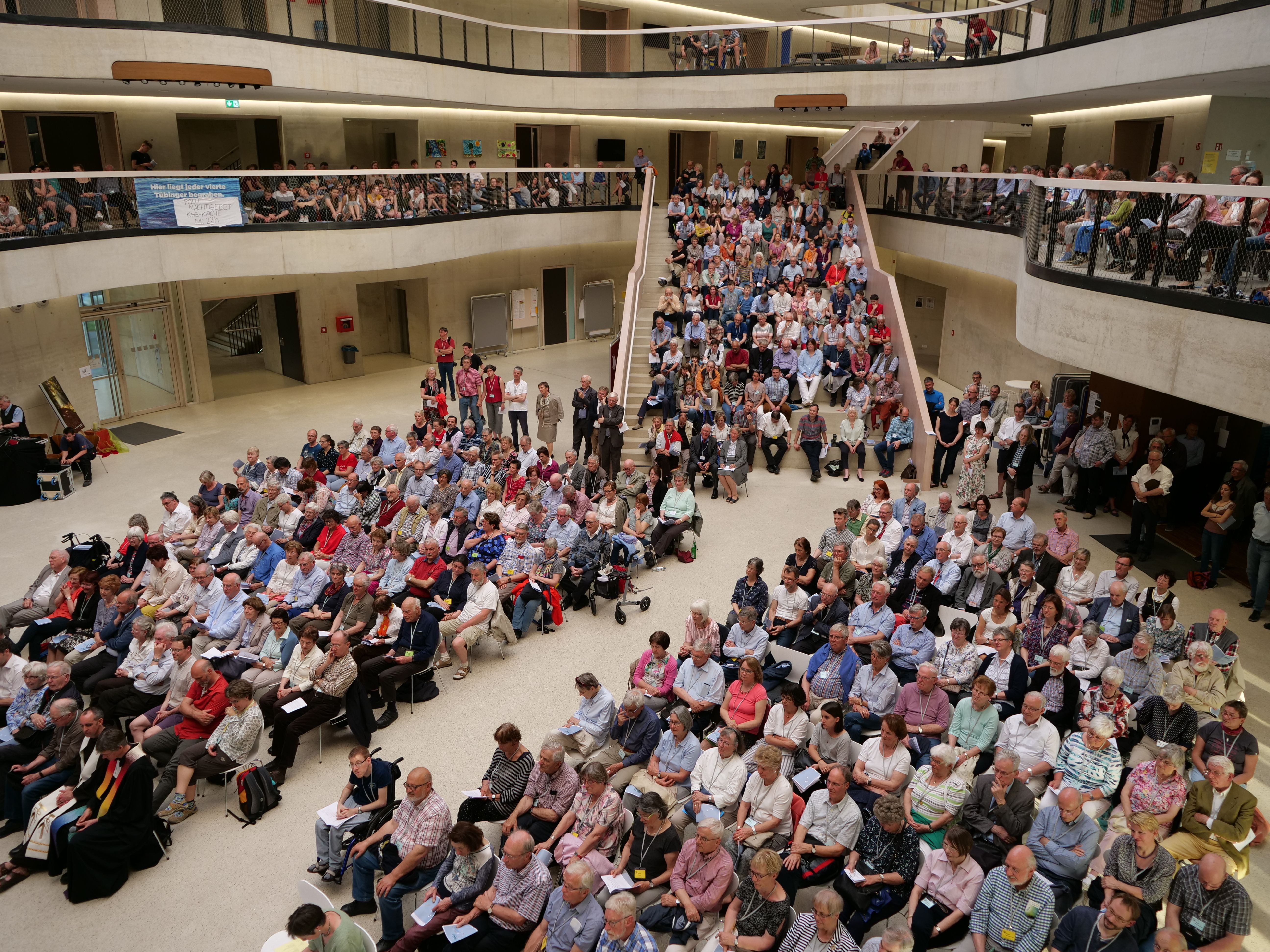
ND Jubiläum in Köln (2019)

ND – Christsein.heute (kurz: ND) ist ein christliches Netzwerk, dem Mitglieder jeden Alters angehören. Gesellschaftliche und kirchenpolitische Diskussionsveranstaltungen, Workshops und spirituelle Angebote prägen das Programm des Verbandes. Er geht zurück auf den nach dem Ersten Weltkrieg gegründeten Bund Neudeutschland.
ND – Christsein.heute versteht sich als akademisch geprägter katholischer Verband. Sein Zeichen ist das Chi-Rho. Dem ND gehören 4.000 Mitglieder an, meist ältere Erwachsene, die sich in regionalen Gruppen, zu Werkwochen, Exerzitien und Reisen treffen. ND – Christsein.heute gliedert sich in 20 Regionen und thematische Arbeitskreise. Leiter ist Hermann-Josef Tebroke, stellvertretende Leiterin Regina Laufkötter und Kanzler Martin Tölle. Christina Kumpmann ist geistliche Leiterin des Bundes. Die Geschäftsstelle befindet sich in Köln, Finanz- und Rechtsträger ist der gemeinnützige ND-KMF e. V. Die Mitgliederzeitschrift Hirschberg erscheint fünfmal im Jahr.
Der ND ist auch die Wurzel der Katholischen Studierenden Jugend – Schülergemeinschaft im Bund Neudeutschland (KSJ, seit 30. Dezember 2011 ein eigenständiger Jugendverband). Ein verwandter Verband mit gleichen Wurzeln ist Heliand – Kreis katholischer Frauen. Im Mai 1997 wurde ND Mitglied bei TransFair. Die KSJ ist Mitglied der Internationalen KSJ.

## Geschichte des Bundes
ND – Christsein.heute wurde als Bund Neudeutschland nach dem Ersten Weltkrieg als Verband der katholischen Jugendbewegung gegründet. Bis April 2016 führte er auch den Namen Gemeinschaft Katholischer Männer und Frauen (ND-KMF). Der ND gab sich 1923 auf Schloss Hirschberg im Altmühltal das „Hirschberg-Programm“. Heute führt der ND die Bezeichnung ND Christsein.heute. Der Bund wurde auf Anregung des Kölner Erzbischofs, Kardinal Felix von Hartmann, am 31. Juli 1919 durch Jesuiten als „Verband katholischer Schüler höherer Lehranstalten“ gegründet. Von Hartmann fand „eine intensive Seelsorge für die Schüler höherer Lehranstalten dringend erforderlich, wenn es gelingen soll, die Gebildeten der Kirche zu erhalten“. Im Namen „Neudeutschland“ sollte zum Ausdruck kommen, dass man an einem neuen, besseren, christlichen Deutschland, das sich stark am mittelalterlichen Ordensrittertum orientierte, mitwirken wolle. In den Themen der Bündischen Jugend „Natürlichkeit, Einfachheit, Wahrhaftigkeit, Selbstverantwortung, Gemeinschaft“ wurde ein Weg zu diesem Ziel gesehen. Nach einem halben Jahr hatte der Verband bereits 10.000 Mitglieder. Neben Kardinal Hartmann stand vor allem der Jesuitenpater Ludwig Esch SJ als treibende Kraft und jahrzehntelang zentrale Figur des Bundes hinter diesem Programm.
Der Bund Neudeutschland verabschiedete 1923 – vier Jahre nach seiner Gründung – auf Schloss Hirschberg im Altmühltal ein neues Bundesprogramm, in dem die Ziele des Bundes formuliert wurden. Aus der Gründung seitens der Kirchenleitung wurde ein von Jugendlichen selbstverantworteter Verband, Priester waren jetzt Begleiter und nicht mehr Leiter. Das „Hirschberg-Programm“ fasste das Wollen und Streben in dem Leitsatz zusammen: „Neue Lebensgestaltung in Christus“. Es enthielt eine deutliche Absage an „Fehlentwicklung(en) der Jugendbewegung wie Schwärmerei, Subjektivismus, Radikalismus“. Dieser Realismus stieß bei einem Teil der als „Großneudeutsche“ bezeichneten Studentengruppen auf Widerstand, gleichzeitig kam es zur Auseinandersetzung um die lediglich im Studentenbund vertretenen Mädchengruppen. Für sie war der Heliand-Bund vorgesehen. Daraufhin trat ein wesentlicher Teil der „Großneudeutschen“ mit allen Mädchengruppen und einigen Jüngerengruppen im Sommer 1924 auf dem Bundestag auf Burg Normannstein aus dem Bund Neudeutschland aus und gründete die „Normannsteiner“. Diese Gruppe vertrat im Gegensatz zum Bund Neudeutschland die Position, dass Jugendbewegung Selbstzweck sei und organisatorische Fragen, wie zum Beispiel eine Vereinsgründung, diesem untergeordnet seien. Geistiger Führer der Normannsteiner und Verfasser von deren Mitteilungsschrift Heerfahrt war Alfons Maria Lins, der schon bei der Gründung des Bundes Neudeutschland mitgewirkt hatte. Lins war bis dahin auch Autor im Leuchtturm, der Zeitschrift des ND.
Die Mitglieder des ND waren danach nur Jungen aus Oberschulen und Gymnasien, während Mädchen nicht zugelassen waren.
Nach der nationalsozialistischen Machtübernahme 30. Januar 1933 schien zunächst das Reichskonkordat vom 20. Juli 1933 den katholischen Organisationen Schutz zu garantieren, der aber nur von kurzer Dauer war. Denn schon 1933 kam es zu Auseinandersetzungen mit der Hitlerjugend (HJ), die alle Jugendlichen erfassen wollte. Moralischer Druck auf die Eltern über die höheren Lehranstalten, Verbot von Kluft, Fahrtenmessern, Zeltlagern und Fahrten taten ein Übriges, das Interesse an dieser und verwandten Organisationen zu Gunsten der HJ zu verschieben. Die Zahl der Mitglieder nahm so von 21.000 im Jahr 1933 stetig ab. Eine ganze Anzahl von Gruppen operierten am Rande der Legalität bis zur Auflösung durch die Gestapo 1939.
Im ND-Älterenbund (Äbu) waren vor allem Studenten organisiert. Er geriet gleich 1933 in Turbulenzen, weil sein Bundesführer, Regierungs-Assessor Hans Hien, wegen einer Initiative zu selbstbewusster politischer Aktivität im Rahmen des neuen Regimes nach Vernehmungen durch Heinrich Himmler und Reinhard Heydrich in Schutzhaft genommen wurde. Seine Initiative wurde als Versuch der Unterwanderung gesehen und Anklage wegen Hochverrats beantragt. Das Reichsgericht lehnte jedoch die Anklageerhebung ab. Hien wurde unter Auflagen freigelassen, der Äbu überstand diese Krise. Er wurde in den Folgejahren weniger verfolgt als der Jüngerenbund (Jübu), weil seine 2000 Mann für die NS-Studentenschaft weniger interessant waren als die mitgliederstarken und reichen Korporationen.
Von 1932 bis 1934 entwickelten sich die Werkblätter des Äbu unter der Redaktion des Philosophen Max Müller zu einer lebendigen und breit orientierten Zeitschrift. Es wurde aber auch ein antisemitischer Beitrag publiziert: Im Juni 1933, auf dem Donaugautag, erklärte Rudolf Graber (seinerzeit „Geistlicher Leiter“ des Donaugaus und „geistlicher Bundesleiter“ des Äbu), Israel habe seine heilsgeschichtliche Berufung verwirkt. Es sei „nun den Deutschen zuteil“ geworden, „auserwähltes Volk Gottes zu sein, civitas Dei, zur Heilighaltung der Ordnung, der Werte, zum Schutz und Förderung der Braut Christi, zur Befriedung des Erdkreises“. Im „Kampf gegen das Judentum“ liege eine „instinktive Abneigung des ganzen Deutschen Volkes, das […] nicht verstehen kann, warum das verworfene Volk Israel die Welt beherrschen soll, und nicht das Volk der Mitte“. Grabers damalige Rede wurde im Herbst 1933 in den Werkblättern publiziert. Ab 1936 (unter Josef Gülden) trat das Thema einer volksnahen Liturgie (unter Ablösung der lateinischen Sprache) in den Vordergrund. 1937 wurde die Zeitschrift vom Bund gelöst und dieser gleichzeitig tot gelegt, d. h. die überregionale Organisation wurde eingestellt – bis auf einen Koordinator.
Nach 1945 bildete sich an den westdeutschen Hochschulen auch ein Neudeutscher Hochschulring (ND-HSR), der sich in Abgrenzung zu den traditionellen katholischen Studentenverbindungen um eine zeitgemäße Form des akademischen Gemeinschaftslebens bemühte.

## Einrichtungen des Bundes
Der Bund errichtete u. a. in München das Studentenwohnheim „Willi Graf“ unter Beteiligung der Christophorus Gemeinschaft katholischer Studierender und Akademiker. Er unterhält in der Burg Neuerburg in der Eifel sowie in einem Turm der Nürnberger Stadtmauer, dem „ND-Turm“, eine Jugendbegegnungsstätte. Die Marienburg Niederalfingen wurde 2020 abgegeben.

## Mitglieder (ND/KSJ, Auswahl)
- Rainer Barzel (1924–2006), Bundesminister und Präsident des Deutschen Bundestages
- Hans Baumann (1914–1988), deutscher Lyriker, Komponist, Kinder- und Jugendbuchautor und Übersetzer
- Heinz Bello (1920–1944), Märtyrer
- Johannes Beutler SJ (1933–2024), Neutestamentler, Theologieprofessor
- Rudolf Bock (1924–2008), deutscher Politiker (SPD)
- Johann Böhm (* 1937), CSU-Politiker, bayerischer Landtagspräsident
- Michael Brink (1914–1947), Publizist und Widerstandskämpfer
- Hubert Cieslik SJ (1914–1988), Jesuit, Überlebender des Atombombenabwurfs auf Hiroshima
- Viktor Josef Dammertz OSB (1929–2020), Bischof von Augsburg
- Johannes Joachim Degenhardt (1926–2002), Kardinal und Erzbischof von Paderborn
- Alfred Delp SJ (1907–1945), Widerstandskämpfer
- Wilhelm Dittgen (1912–1997), Kulturamtsleiter in Dinslaken
- Richard Egenter (1902–1981), Priester und Theologieprofessor
- Hermann Eising (1908–1981), deutscher Alttestamentler in Münster, einst dort Bischofskaplan von Graf Galen
- Ernst Feil (1932–2013), Theologieprofessor in München
- Hans Filbinger (1913–2007), Ministerpräsident von Baden-Württemberg (CDU)
- Robert Frohn (1913–1991), Pädagoge, Historiker und Kommunalpolitiker in Köln (CDU)
- Ottmar Fuchs (* 1945), Priester und Theologieprofessor
- Otto Hartmut Fuchs (1919–1987), CDU-Funktionär (DDR), Präsident der Berliner Konferenz europäischer Katholiken (BK)
- Beate Gilles (* 1970), Generalsekretärin der Deutschen Bischofskonferenz
- Rudolf Graber (1903–1992), Theologe, Bischof von Regensburg
- Willi Graf (1918–1943), Widerstandskämpfer der Weißen Rose
- Paul Groh (1929–1987), Pfarrer von St. Hildegard in München, Dekan, Geistlicher Rat
- Johannes Gründel (1929–2015), Priester und Theologieprofessor
- Josef Gülden (1907–1993), Oratorianer, Schriftleiter der Werkblätter 1936–1939, Mitgründer des St. Benno-Verlages
- Franz Hamburger (* 1946), Professor für Erziehungswissenschaft (Schwerpunkt Sozialpädagogik), Bundesleiter in den 1960er-Jahren
- Bruno Heck (1917–1989), Bundesfamilienminister und erster Generalsekretär der CDU
- Hans Heigert (1925–2007), Chefredakteur der Süddeutschen Zeitung, Chefredakteur beim Bayerischen Fernsehen, Präsident des Goethe-Instituts
- Franz-Wilhelm Heimer (* 1930), Professor für Soziologie
- Hans Hien (1905–1984), Rechtsanwalt, Bundesleiter 1932–1933, wurde unter Hochverrats-Verdacht verhaftet
- Franz Hitzel (1912–1994), Architekt, Regierungsbaudirektor, Leiter des Staatlichen Hochbauamts Konstanz, ehrenamtlicher Denkmalpfleger, Professor an der Fachhochschule Konstanz, Kommunalpolitiker der CDU
- Karl Holzamer (1906–2007), Philosoph und Intendant des ZDF
- Karl-Heinz Hornhues (* 1939), MdB 1972–2002 (CDU), Vors. des Auswärtigen Ausschusses 1994–1998, Ehrenpräsident der Deutschen Afrika-Stiftung
- Helmut Ibach (1912–1996), Historiker, Journalist und Publizist
- Erwin Iserloh (1915–1996), Kirchenhistoriker
- Ernst-Alfred Jauch (1920–1991), Journalist
- Walter Kasper (* 1933), Theologieprofessor, Bischof von Rottenburg-Stuttgart, Kurienkardinal
- Hans Katzer (1919–1996), Bundesminister (CDU)
- Wilhelm Kempf (1906–1982), Bischof von Limburg
- Wilhelm Kleinsorge SJ (1906–1977), Jesuit, Überlebender des Atombombenabwurfs auf Hiroshima
- Lothar G. Kopp (* 1955), Pädagoge, Autor und Wissenschaftlicher Referent, Bundeszentrale für politische Bildung
- Sieger Köder (1925–2015), Priester und Künstler, „Malerpfarrer“
- Oskar Köhler (1909–1996), Historiker im Verlag Herder, Schriftleiter der Werkblätter 1935
- Bernhard Krol (1920–2013), deutscher Hornist und Komponist
- Karl Kunkel (1913–2012), Priester und Geistlicher Rat
- Hermann Lange (1912–1943), Priester und einer der vier  Lübecker Märtyrer
- Hans Langendörfer SJ (* 1951), ehem. Sekretär der Deutschen Bischofskonferenz
- Claudia Lücking-Michel (* 1962), Politikerin und Vizepräsidentin des Zentralkomitees der deutschen Katholiken
- Alfons Maria Lins (1888–1967), Theologe und Priester, Führer der Bündischen Jugend, Förderer der Liturgischen Bewegung
- Klaus Mainzer (* 1947), Philosoph und Wissenschaftstheoretiker
- Heinz-Peter Meidinger (* 1954), Pädagoge, Schulleiter, Präsident des Deutschen Lehrerverbandes
- Alois Mertes (1921–1985), deutscher Diplomat und Politiker (CDU)
- Klaus Mertes SJ (* 1954), Schulleiter, Autor und Chefredakteur
- Franz Meyers (1908–2002), Ministerpräsident Nordrhein-Westfalen (CDU)
- Werner Mölders (1913–1941), Jagdflieger und Ritterkreuzträger
- Andreas Müller OFM (1931–2020), Gründer der Missionszentrale der Franziskaner
- Max Müller (1906–1994), Philosoph, Professor, Schriftleiter der Werkblätter 1932–1934
- Markus Nievelstein (* 1961), Journalist, Geschäftsführer von ARTE Deutschland
- Heinrich Oberreuter (* 1942), Politikwissenschaftler an der Universität Passau, Direktor der Akademie für Politische Bildung in Tutzing
- Klaus Prömpers (* 1949), deutscher Fernsehjournalist (ZDF, Studioleiter in New York)
- Karl Rawer (1913–2018), Physiker, Koordinator Älterenbund 1937–1939
- Werner Remmers (1930–2011), Volkswirt, Politiker und Minister (CDU) in Niedersachsen
- Hans Reuther (1920–1989), deutscher Architekturhistoriker, Bauforscher und Hochschullehrer an der TU Berlin.
- Heinrich Riethmüller (1921–2006), Musiker, Komponist und Synchronregisseur
- Otto B. Roegele (1920–2005), deutscher Publizist
- Emil Rohrer (1913–1940) aus Stuttgart, Schneider (Anstaltsunterbringung in Rottenmünster und Weissenau), getötet in Grafeneck
- Adolf Roth (* 1937), Volkswirt, Politiker und Vorsitzender des Haushaltsausschusses (CDU)
- Franz Sackmann (1920–2011), bayerischer Politiker, Wirtschaftsstaatssekretär
- Hermann Scheipers (1913–2016), Priester, Häftling im KZ Dachau
- Hans Scherer (1904–1978), Mitbegründer des katholischen Männerfürsorgevereins
- Peter D. Schmidt (* 1945), 1974–1993 Abgeordneter der Hamburgischen Bürgerschaft (CDU)
- Matthäus Schneiderwirth OFM (1877–1945), Franziskaner, Seelsorger und Förderer des Bundes Neudeutschland
- Eberhard Schockenhoff (1953–2020), Priester und Professor für Moraltheologie
- Johannes Siebner SJ (1961–2020), Priester, Jesuiten-Provinzial
- Michael Sievernich SJ (* 1945), Professor für Pastoraltheologie an der Johannes Gutenberg-Universität Mainz und an der Philosophisch-Theologischen Hochschule Sankt Georgen
- Josef Stangl (1907–1979), Bischof von Würzburg
- Konrad Stangl (1913–1993), deutscher Jurist und Offizier
- Josef Stingl (1919–2004), 1968 bis 1984 Präsident der Bundesanstalt für Arbeit
- Horst Teltschik (* 1940), deutscher Politiker (CDU), Honorarprofessor der TU München
- Werner Thissen (1938–2025), Erzbischof von Hamburg
- Manuel Thomas (* 1940), Schriftsteller, Maler, Journalist
- Klaus Töpfer (1938–2024), Bundesminister, Exekutivdirektor des Umweltprogramms der Vereinten Nationen (UNEP)
- Michael Vesper (* 1952), Sportfunktionär, Bauminister und stellvertretender Ministerpräsident des Landes Nordrhein-Westfalen (bis 2005, Bündnis 90/Die Grünen), stellvertretender Bundesleiter der Schülergemeinschaft
- Stefan Vesper (* 1956), Generalsekretär des Zentralkomitees der deutschen Katholiken (ZdK)
- Bernhard Vogel (1932–2025), Ministerpräsident Rheinland-Pfalz und Thüringen (CDU)
- Bernhard Wensch (1908–1942), Priester und NS-Opfer, im KZ Dachau umgekommen
- Paul Wilpert (1906–1967), Philosoph, stellvertretender Bundesleiter 1933/1934, als Hans Hien verhaftet war